# 真言宗十八本山
真言宗十八本山（しんごんしゅう じゅうはちほんざん）は、真言宗の主要な16派の総大本山である18の寺院のこと。毎年1月8日から1月14日までの一週間、東寺にて後七日御修法（ごしちにちみしほ）を行っている。元は各山の連絡・調整などのために作られたものだが、すべて有名寺院であるため、専用の納経帳を作成し、人気の霊場巡礼ともなっている。

## 概要
真言宗各派総大本山会は事務局を京都市東山区の真言宗智山派総本山智積院に置く。番号は札所順。

## 真言宗十八本山の一覧
| №        | 注 | 山号     | 寺院名             | 本尊                         | 宗派           | 法語              | 画像 | 所在地                             |
| -------- | -- | -------- | ------------------ | ---------------------------- | -------------- | ----------------- | ---- | ---------------------------------- |
| 第一番   | △  | 五岳山   | 善通寺             | 薬師如来                     | 真言宗善通寺派 | 同行二人          |      | 香川県善通寺市善通寺町三丁目3番1号 |
| 第二番   |    | 上野山   | 須磨寺             | 聖観音                       | 真言宗須磨寺派 | 除暗遍明          |      | 兵庫県神戸市須磨区須磨寺町 4-6-8   |
| 第三番   |    | 蓬莱山   | 清澄寺             | 大日如来                     | 真言三宝宗     | 帰依三宝          |      | 兵庫県宝塚市米谷字清シ1            |
| 第四番   |    | 紫雲山   | 中山寺             | 十一面観音                   | 真言宗中山寺派 | 抜苦与楽          |      | 兵庫県宝塚市中山寺 2-11-1          |
| 第五番   | ○  | 嵯峨山   | 大覚寺             | 五大明王                     | 真言宗大覚寺派 | 心無罣礙          |      | 京都市右京区嵯峨大沢町4            |
| 第六番   | △  | 大内山   | 仁和寺             | 阿弥陀如来                   | 真言宗御室派   | 一味和合          |      | 京都市右京区御室大内33             |
| 第七番   | △  | 五百佛山 | 智積院             | 金剛界大日如来               | 真言宗智山派   | 如実知自心        |      | 京都市東山区東瓦町964              |
| 第八番   | ○  | 月輪山   | 泉涌寺             | 釈迦如来 阿弥陀如来 弥勒如来 | 真言宗泉涌寺派 | 生生法城          |      | 京都市東山区泉涌寺山内27           |
| 第九番   | ●  | 八幡山   | 教王護国寺（東寺） | 薬師如来                     | 東寺真言宗     | 済世利人          |      | 京都市南区九条町1                  |
| 第十番   |    | 亀甲山   | 勧修寺             | 千手観音                     | 真言宗山階派   | 三密加持          |      | 京都市山科区勧修寺仁王堂町27-6     |
| 第十一番 | ○  | 牛皮山   | 随心院             | 如意輪観音                   | 真言宗善通寺派 | 佛心者大慈悲      |      | 京都市山科区小野御霊町35           |
| 第十二番 | ○  | 深雪山   | 醍醐寺             | 薬師如来                     | 真言宗醍醐派   | 実修実証          |      | 京都市伏見区醍醐東大路町22         |
| 第十三番 |    | 生駒山   | 宝山寺             | 大聖歓喜天                   | 真言律宗       | 加持感応          |      | 奈良県生駒市門前町1-1              |
| 第十四番 | △  | 信貴山   | 朝護孫子寺         | 毘沙門天王                   | 信貴山真言宗   | 虚往実帰          |      | 奈良県生駒郡平群町信貴山2280-1     |
| 第十五番 | ○  | 四王院   | 西大寺             | 釈迦如来                     | 真言律宗       | 入我々入          |      | 奈良県奈良市西大寺芝町1-1          |
| 第十六番 | ○  | 豊山     | 長谷寺             | 十一面観音                   | 真言宗豊山派   | 福聚海無量        |      | 奈良県桜井市初瀬町731-1            |
| 第十七番 | ○  | 一乗山   | 根来寺             | 大日如来 金剛薩埵 尊勝仏頂   | 新義真言宗     | 迷中是非 是非倶非 |      | 和歌山県岩出市根来2286             |
| 第十八番 | ○  | 高野山   | 金剛峯寺           | 大日如来                     | 高野山真言宗   | 即身成仏          |      | 和歌山県伊都郡高野町高野山132      |

- ○印の寺院は札所本尊及び納経所が有料拝観区域にある寺院。
- ●印の寺院は札所本尊は拝観が有料の堂内にあるが、納経所は無料拝観区域にあり、堂外からの参拝は無料の寺院。
- △印の寺院は、境内に有料拝観区域があるが、札所本尊および納経所は無料拝観区域にある寺院。